# 2021年弗吉尼亚州州长选举
2021年弗吉尼亚州州长选举是2021年美國維珍尼亞州州長舉行的一場選舉。这次选举選出新一屆弗吉尼亞州州長，並且与弗吉尼亚州其他职位（副州长和总检察长）的选举同时进行。此次選舉開始時尚在任的民主党籍州长拉爾夫·諾瑟姆没有资格竞选连任，因为根據弗吉尼亚州宪法，州长不能连任。最終共和党籍商人格伦·杨金擊敗民主黨籍的前州长泰瑞·麥考夫當選弗吉尼亚州第74任州长。
在本次选举中，民主党曾经试图将杨金描绘成在某些选民中形象不佳的唐納德·特朗普的政治盟友，而特朗普也的确表达过对杨金的支持。但是杨金本人却对特朗普保持一种若即若离的姿态，他从不抨击特朗普，但也从未邀请特朗普为他站台，这样他既获得了支持特朗普的基本盘的选票，又争取到那些可能并不赞同特朗普的中间选民的支持，最终让他以黑马身份赢得选舉。
政治分析家认为，民主党在弗吉尼亚州败北，主要的原因还是选民对乔·拜登总统入主白宫之后的表现不甚满意。杨金在竞选中成功地利用了选民，特别是中间选民对當前的经济政策和教育政策的不满，在几个关键的郊区县中赢得了比过去更多的选票，从而以微弱的优势當選。